# Sinoxylon perforans
Sinoxylon perforans ist ein Käfer aus der Familie der Bohrkäfer. Die hauptsächlich in afrikanisch-indischen und asiatischen Regionen verbreitete Gattung Sinoxylon ist in Europa nur mit fünf Arten vertreten. Die Art kommt in weiten Teilen Europas vor, ist aber eher selten. Da sie auch in Weinbergen schädlich werden kann, trägt sie den deutschen Namen Rebendreher.

## Bemerkungen zum Namen
Der Käfer wurde 1789 (nicht wie häufig fälschlich angegeben 1798) von Schrank erstmals als Bostrichus perforans beschrieben. Der Namensteil perforans ist aus dem Lateinischen entnommen und bedeutet „durchlöchernd“. Vermutlich bezieht sich der Name durchlöchernd auf seine holzbohrende Tätigkeit.
Der Gattungsname Sinoxylon leitet sich aus altgriechisch σίνος sinos, deutsch ‚Beschädigung‘ und ξύλον xýlon, deutsch ‚Holz‘ her und bezieht sich darauf, dass die Larven im Holz leben und es dabei beschädigen.
Der Name Rebendreher umschreibt das Schadensbild, das der Käfer an Weinreben verursacht: Durch ein annähernd ringförmiges Benagen der Triebe werden diese leicht durch den Wind auf der Höhe der Schädigung abgedreht.
Der Käfer wurde noch mehrmals unter anderen Namen beschrieben, weshalb man in der Literatur die Synonyme muricatus (Olivier 1790) bidentatum (Rossi 1790) und bispinosa (Kollar 1850) findet. Die Namen beziehen sich sämtlich auf die Ausgestaltung des Flügeldeckenabsturzes, muricatus bedeutet stachelig, bidentatum zweizähnig, und bispinosa zweistachelig.

## Beschreibung des Käfers
| |                         |
| Abb. 1: zwei Aufsichten |                         |
| |                         |
| Abb. 2: Fühler | Abb. 3: Schema Aufsicht |
| |                         |
| |                         |
| Abb. 4: Flügeldeckenabsturz; oben links Schema von schräg hinten, oben rechts seitlich, unten von hinten: blau: Querschnitt untere Beule, grün: Querschnitt Zähnchen, gestrichelte weiße Linie zur Verdeutlichung der Lagebeziehungen |                         |

Die Käfer sind wie Borkenkäfer kurz walzig gebaut mit einem Absturz am Ende der Flügeldecken, der bei Sinoxylon nicht scharf begrenzt ist und an dessen Seite mehrere Beulen entspringen. Die unterste Beule ist hörnchenartig ausgeprägt und bildet mit zwei näher der Naht liegenden Auswüchsen des Flügeldeckenabsturzes vier zahnartige Erhebungen. Die Käfer werden fünf bis acht Millimeter lang. Kopf und Halsschild sind glänzend schwarz, die Flügeldecken sind dunkel rotbraun bis fast schwarz.
Der Kopf ist von oben nicht frei sichtbar, sondern unter dem vorn stark geriffelten Halsschild verborgen. Auf der Stirne befindet sich ein Büschel schmutzig gelblicher Haare. Die zehngliedrigen Fühler (Abb. 2) enden in einer dreigliedrigen Keule, die Keulenglieder sind lamellenartig seitlich verlängert und die Fühler erinnern an die Fühler einiger Blatthornkäfer. Die kurzen Kiefer sind an der Spitze breit abgeschnitten und in der Ruhestellung aneinandergelegt geschlossen. Die Oberlippe trägt einen goldfarbenen Wimpernsaum. Die Augen sind klein und nach hinten vorstehend.
Der Halsschild ist stark gewölbt mit abgerundeten Hinterecken. Er ist grob gekörnelt, am Vorderrand sind die Körner beiderseits stachelig hervorstehend.
Das Schildchen ist klein und dreieckig, hinten abgerundet (Abb. 3).
Die Flügeldecken sind doppelt gerandet, hinten ist der doppelte Rand als Rinne ausgebildet (Abb. 4 oben links). Sie sind unregelmäßig fast runzelig punktiert, nach hinten wird die Punktierung grober. Am Absturz (Abb. 4) sitzen außen je drei Beulen, von denen nur die unterste auffällig groß ist (in Abb. 4 Querschnitt blau). Weiter innen und höher als diese (Lagebeziehung in Abb. 4 unten durch weiß gestrichelte Linie verdeutlicht) sitzen zwei im Querschnitt querovale (in Abb. 4 Querschnitt grün) Zähnchen. (Bei Sinoxylon sexdentatum ist der Querschnitt der Zähnchen rund und diese sitzen auf gleicher Höhe wie die unteren Beulen.) Die Flügeldecken sind grau überwiegend nach hinten liegend behaart, auf dem Absturz ist die Behaarung kürzer und zur Naht hin liegend.
Die Tarsen sind alle fünfgliedrig, das erste Glied ist jedoch kaum sichtbar. Es ist sehr kurz, das zweite ist lang, länger als das dritte und vierte gemeinsam. Die Schienen enden mit zwei Dornfortsätzen, die inneren Dornfortsätze der Mittel- und Hinterschienen erreichen die Mitte des zweiten Tarsengliedes. sind nicht kürzer als das zweite sichtbare (dritte) Tarsenglied.
Die Hinterhüfthöhlen sind vollständig und deutlich gerandet.

## Biologie
Man findet den wärmeliebenden Käfer meist in Eichenwäldern und im trockenen Holz der Weinreben. Die Larven entwickeln sich in verschiedenen Eichen-Arten, in Feigenbäumen, Edelkastanien, Tamarisken, Robinien und Weinreben. Möglicherweise erfolgte der Wirtswechsel auf Reben, als in Weingärten Stickel aus Eichenholz eingesetzt wurden. Über die Entwicklung in Reben wird berichtet: Der Käfer erscheint im März – April und fliegt nach Einbruch der Dunkelheit. Er bohrt einen flach spiralig ansteigenden, fast ringförmigen Gang. Die Einbohrlöcher finden sich an Stelle einer Knospe in einjährigem Holz. Sie sind kreisrund mit einem Durchmesser von drei bis dreieinhalb Millimetern. Diese Gänge enthalten kein Genagsel. In ihnen findet nahe hinter dem Eingang in einem etwas erweiterten Abschnitt die Paarung statt. Von diesem Gang aus legt das Weibchen nach oben parallel zur Achse des Triebes eine mehrere Zentimeter lange Abzweigung an, in der sie die Eier ablegt. Danach verlässt sie den Gang und bohrt an einem anderen Trieb nochmals einen Gang, in dem sie einige weitere Eier ablegt. Die Rebe stirbt oberhalb dieses ringförmigen Ganges ab. Die Larven bohren der Länge nach leicht geschlängelte und mit Bohrmehl gefüllte Gänge sowohl durch dünnere, als auch durch dickere Reben, anfangs im Splintholz, später dringen sie tiefer ins Holz ein und zerstören dies völlig. Der junge Käfer schlüpft im Herbst und überwintert in der Puppenwiege.

## Verbreitung
Der Käfer kommt von Europa und Asien vor. Im Einzelnen werden die Länder Albanien, Armenien, Aserbaidschan, Bosnien und Herzegowina, Bulgarien, Deutschland, Frankreich, Georgien, Griechenland, Israel, Italien, Jugoslawien, Kroatien, Nordmazedonien, Österreich, Polen, Portugal, Rumänien, Russland, Schweiz, Slowakei, Slowenien, Spanien, Syrien, Tschechien, Türkei, Turkmenistan, Ukraine, Ungarn und Zypern genannt.